# طيف (فلم 2015)
فيلم طيف هو فيلم تجسس صدر عام 2015، والفيلم الرابع والعشرون في سلسلة جيمس بوند التي تنتجها شركة أيون للإنتاج لصالح شركتي مترو غولدوين ماير وكولومبيا بيكتشرز. يُعتبر طيف رابع فيلم يظهر فيه دانيال كريغ بدور عميل جهاز الاستخبارات البريطاني جيمس بوند، والفيلم الثاني في السلسلة التي أخرجها سام ميندز بعد سكايفول. كتب كل من جون لوغان ونيل بورفيس وروبرت واد وجيز بتروورث هذا الفيلم. يُعتبر طيف آخر أفلام جيمس بوند التي اشتركت كولومبيا بيكتشرز فيها، حيث أصبحت شركة يونيفرسال بيكتشرز الموزع العالمي للأفلام اللاحقة من هذه السلسلة.
تصور قصة الفيلم محاربة بوند للمنظمة الإجرامية العالمية سبيكتر وزعيمها الغامض إرنست ستافرو بلوفيلد (كريستوف فالتز)، الذي يخطط لإطلاق شبكة مراقبة وطنية للسيطرة على الأنشطة الإجرامية في جميع أنحاء العالم. يصور الفيلم أول ظهور لبلوفيلد ومنظمة سبيكتر في أفلام إيون للإنتاج منذ فيلم داياموندز آر فوريفر (الماس للأبد) لعام 1971؛ ظهرت شخصية تشبه بلوفيلد سابقًا في فيلم فور يور آيز أونلي (من أجل عينيك فقط) لعام 1981، ولكن لم يُذكر اسمه أو يظهر وجهه بسبب الجدل الناتج عن كتاب كرة الرعد. عادت العديد من شخصيات أفلام جيمس بوند للظهور في هذا الفيلم بما فيهم إم وكيو وإيف مونيبيني، مع وجوه جديدة مثل ليا سيدو في دور الطبيبة مادلين سوان وديف باتيستا في دور السيد هينكس وأندرو سكوت في دور ماكس دينبيغ ومونيكا بيلوتشي في دور لوسيا سيارا.
بدأ تصوير فيلم طيف في ديسمبر من عام 2014 وانتهى في يوليو من عام 2015، وجرى التصوير في كل من النمسا والمملكة المتحدة وإيطاليا والمغرب والمكسيك. منحت مشاهد الإثارة الأولوية للتأثيرات الواقعية والأعمال الجريئة، بينما استخدمت خمس شركات مختلفة الصور المُنشأة بواسطة الكمبيوتر. قُدرت تكلفة فيلم طيف بنحو 245 مليون دولار -مع تقدير بعض المصادر لتكلفته بنحو 300 مليون دولار- ما يجعله أعلى أفلام سلسلة جيمس بوند تكلفةً، وأحد أعلى الأفلام تكلفةً على الإطلاق.
صدر فيلم طيف في 26 أكتوبر من عام 2015 في المملكة المتحدة -بعد خمسين عامًا من إصدار فيلم كرة الرعد، وثلاثين عامًا من إصدار فيلم إي فيو تو كيل (نظرة إلى قتل)، وعشرين عامًا من إصدار فيلم غولدن آي (العين الذهبية)- في عرضه العالمي الأول في قاعة ألبرت الملكية في لندن. أعقب ذلك إصداره حول العالم، بما في ذلك عروض آيماكس. صدر الفيلم في الولايات المتحدة في 6 نوفمبر من نفس العام. تلقى طيف مراجعات نقدية متباينة، إذ أشاد بعض النقاد بأحداث الفيلم المثيرة، والتصوير السينمائي، وأداء الممثلين، والمقاطع الموسيقية، في حين انتقد البعض الآخر طول مدة العرض، والسيناريو، وإيقاع الأحداث البطيء. حصلت أغنية الفيلم الرئيسية «رايتينغز أون ذا وول» -التي أداها واشترك في تأليفها سام سميث- على جائزة الأوسكار وجائزة غولدن غلوب لأفضل أغنية أصلية. حقق طيف أكثر من 880 مليون دولار في جميع أنحاء العالم، ما يجعله سادس فيلم من حيث الإيرادات لعام 2015، وثاني أفلام السلسلة من حيث إجمالي الإيرادات غير المعدلة (بدون أخذ التضخم الاقتصادي بعين الاعتبار) بعد فيلم سكايفول.
سيصدر الفيلم التالي في السلسلة نو تايم تو داي من إخراج كاري فوجي فوكوناجا في نوفمبر من عام 2020، مع تمثيل كريغ لشخصية جيمس بوند للمرة الأخيرة.

## طاقم العمل
- دانيال كريغ في دور جيمس بوند، العميل 007. وصف المخرج سام ميندز بوند بأن كريغ كان شديد التركيز في دوره في فيلم طيف، مشبهاً تركيزه المُكتَشف حديثًا بالتركيز الذي يلجأ الصيادون إليه خلال الصيد.[3]
- كريستوف فالتز في دور إرنست ستافرو بلوفيلد (الذي كان اسمه عند الولادة فرانز أوبرهاوزر)، وهو عدو بوند والعقل المدبر الغامض خلف منظمة سبيكتر، كما يكون المسؤول الرئيسي والمتسبب في سلسلة من الأحداث التي حدثت مؤخرًا في حياة بوند، نتيجة كرهه لجيمس بسبب طفولتهما المشتركة.
- ليا سيدو في دور الطبيبة مادلين سوان، طبيبة نفسية تعمل في عيادة طبية خاصة في جبال الألب النمساوية، وابنة السيد وايت.[4][5]
- بن ويشا في دور كيو، مسؤول خدمات جهاز الاستخبارات البريطاني الذي يزود بوند بالمعدات المستعملة في مجال الاستخبارات.
- ناعومي هاريس في دور إيف مونيبيني، عميلة سابقة تركت مجال الاستخبارات لتصبح مساعدة إم.
- ديف باتيستا في دور السيد هينكس، القاتل التابع لمنظمة سبيكتر والمعروف بضخامة عضلاته.
- أندرو سكوت في دور سي (ماكس دينبيغ)، رئيس خدمة المخابرات المشتركة الجديدة، وعميل لمنظمة سبيكتر، ومتورط بشكل عميق في خطتهم المتعلقة بدمج تسع وكالات استخبارات وطنية في لجنة ناين آيز، وبالتالي السماح لـسبيكتر بالسيطرة على العالم.
- روري كينير في دور بيل تانر، رئيس أركان جهاز الاستخبارات البريطانية.[6]
- جيسبر كريستنسن في دور السيد وايت، هارب من جهاز الاستخبارات البريطانية، وشخصية بارزة سابقة في فرع كوانتوم التابع لمنظمة سبيكتر -كما توضَح في فيلمي كازينو رويال وكوانتوم أوف سولس (كم من العزاء)- يحتضر السيد وايت في هذا الفيلم نتيجة التسمم بالثاليوم بعد تهربه من إحدى الخدمات التي طلبتها منظمة سبيكتر منه بسبب تحفظاته المتعلقة بالإتجار بالبشر.[7][8]
- مونيكا بيلوتشي في دور لوسيا سيارا، زوجة القاتل ماركو سيارا.
- رالف فاينس في دور إم (غاريث مالوري)، رئيس جهاز الاستخبارات البريطانية.
- ستيفاني سيجمان في دور إستريلا، عميلة مكسيكية ترافق بوند في مهمته لاغتيال ماركو سيارا. ظهر اسمها الكامل (إستريلا لونا) في لعبة الفيديو جيمس بوند: وورد أوف إسبيوناج.
- أليساندرو كريمونا في دور ماركو سيارا، عميل منظمة سبيكتر الذي يقتله بوند في بداية أحداث الفيلم.[9]
- جودي دينش في دور العميل الذي سبق العميل إم (مالوري). كلفت بوند بمهمتها الأخيرة. يوضح الفيلم لعب جودي دينش لدور إم لمدة عشرين عامًا منذ فيلم غولدين آي (العين الذهبية).[10]

## الشخصيات الرئيسية
- دانيال كريغ
- مونيكا بيلوتشي
- ستيفاني سيجمان
- كريستوف فالتز
- ليا سيدو
- أندرو سكوت
- ديف باتيستا

## الإنتاج

### مرحلة ما قبل الإنتاج
في مارس 2013، قال مخرج العمل سام ميندز أنه لن يقوم بإخراج الفيلم التالي في السلسلة، الذي كان يعرف آنذاك باسم بوند 24؛ لكنه تراجع لاحقًا، حيث وجد النص والخطط والأفكار المستقبلية لسيناريوهات السلسلة على المدى الطويل جذابةً. وكشف نيكولاس ويندينج ريفن لاحقًا أنه رفض عرضًا لإخراج الفيلم. إقدام ميندز على هذه الخطوة بعد إخراجه لفيلم سكايفول وهو الفيلم الثالث والعشرون في السلسلة؛ جعله أول مخرج يشرف على فيلمين متتاليين من أفلام بوند منذ أن أخرج جون جلان خمسة أفلام متتالية انتهت بفيلم رخصة للقتل في عام 1989. وفي هذا الفيلم، عاد دينيس جاسنر كمصمم إنتاج للفيلم، بينما تولى المصور السينمائي هويت فان هويتما زمام الأمور من روجر ديكنز. في يوليو 2015، أشار مينديز إلى أن طاقم فيلم طيف مجتمعين يزيدون عن ألف شخص، مما يجعل عملية إنتاجه أضخم من فيلم سكايفول. وفي هذا الفيلم أُدرج اسم كريغ منتجاً مشاركاً، وقد اعتبر كريغ ذلك بمثابة نقطة عالية في مسيرته، قائلاً: «أنا فخور جدًا بحقيقة أن اسمي يظهر في مكان آخر في التترات.»
شكل استخدام الفيلم لمنظمة سبيكتر(4) وشخصياتها نهاية نزاع طويل الأمد بين شركة إيون للإنتاج والمنتج كيفين مكلوري، الذي رفع دعوى قضائية ضد مبتكر جيمس بوند إيان فلمنغ في عام 1961 مدعيًا ملكيته لعناصر من رواية كرة الرعد، وفي تسوية خارج المحكمة بعد ذلك بعامين، مُنح حقوق الفيلم المبني على الرواية، بما في ذلك منظمة سبيكتر وشخصياتها.(5) توفي مكلوري في عام 2006، وفي نوفمبر 2013، قامت شركة مترو غولدوين ماير وورثة مكلوري بتسوية القضية رسميًا مع شركة دانجاك، ذ.م.م. - الشركة الشقيقة لشركة إيون للإنتاج - مع حصول مترو غولدوين ماير على حقوق النشر والتأليف الكاملة لمفهوم منظمة سبيكتر وجميع الشخصيات المرتبطة به. يُقال أنه مع الحصول على حقوق الفيلم وبفضل حفاظ فكرة إعادة تقديم المنظمة على استمرارية السلسلة، تم تجاهل الاسم الطويل للمنظمة والذي جاء منه اسم سبيكتر (SPECTRE) وأعيد تصور المنظمة باسم سبيكتر والذي يعني طيف دون اعتبار وجود أي اختصار في الاسم.
عندما أعادت شركة سوني بيكتشرز انترتينمنت التفاوض مع شركة مترو غولدوين ماير بيكشترز بشأن صفقة المشاركة في تمويل سلسلة بوند في عام 2011، طُلب من سوني بتوفير 25٪ من التكلفة السلبية - صافي المصاريف لإنتاج وتصوير فيلم، باستثناء النفقات مثل التوزيع والترويج -، لفليمي سكايفول وطيف، مقابل الحصول على 25٪ من الأرباح. بالإضافة إلى رسوم التوزيع للإشراف على طرحه في جميع أنحاء العالم. عندما أُعلن عن الفيلم في يونيو 2013، لم تكن الميزانية ثابتة بعد، ولكن كان من المؤكد أنها أعلى من ميزانية سكايفول البالغة 210 مليون دولار بسبب استعمال مواقع أجنبية للتصوير والأجور العالية لميندز وكريغ. في نوفمبر 2014، استهدف هجوم سيبراني شركة سوني، حيث نشر المخترقون تفاصيل رسائل البريد الإلكتروني السرية بين المديرين التنفيذيين في سوني فيما يتعلق بالعديد من مشاريعهم لأفلام بارزة. تضمنت هذه الرسائل العديد من تفاصيل إنتاج فيلم طيف، والتي تدعي أن الفيلم تجاوز الميزانية، وتوضح المسودات الأولى للسيناريو الذي كتبه جون لوغان، وتعبر عن إحباط سوني من المشروع. أصدرت شركة إيون للإنتاج في وقت لاحق بيانًا يؤكد تسريب ما أسموه «نسخة أولية من السيناريو». قاومت شركة إيون حجج شركتي سوني ومترو غولدوين ماير الساعية لخفض ميزانية العمل عبر تقليل مشاهد الحركة الخطيرة والمثيرة وتقليل مواقع التصوير الخارجية، لكنه تمكن من تأمين الحوافز الضريبية والحسومات، مثل 14 مليون دولار من المكسيك. تُقدر الميزانية النهائية لفيلم طيف بين 250 مليون دولار و275 مليون دولار.

## كتابة السيناريو
شهد الطيف عودة العديد من كُتَّاب السيناريو من أفلام بوند السابقة، مثل جون لوجان كاتب سكايفول، نيل بورفيس وروبرت ويد، واللذين قاما بالعمل في خمسة أفلام سابقة لبوند؛ إضافة إلى الكاتب المسرحي البريطاني جيز بتروورث، الذي كان قد قدم مساهمات غير معتمدة في سكايفول. لقد تم إحضار بتروورث هذه المرة لتحسين النص، بمساعدة كلٍ من مينديز وكريغ. اعتبر بتروورث أن تغييراته تضمنت إضافة ما أراد أن يشاهده عندما كان في سن المراهقة، وقد قام بتقصير المشاهد التي يتحدث فيها بوند مع الرجال، حيث قال «بوند يطلق  النار على الرجال الآخرين ولا يجلس للحديث والدردشة معهم.» مع حصولهم على حقوق الطيف والشخصيات المرتبطة به، كشف بورفيس ووادي أن الفيلم سيوفر إعادة تكوين طفيفة لاستمرارية الأفلام السابقة، بعبارة أخرى تضمن الفيلم الجديد بعض التوضيحات والتفاصيل التي ستغير فهم المُشاهد للأفلام السابقة.
على الرغم من كونها قصة أصلية، إلا أن الطيف يعتمد أساسًا على إيان فليمنغ، كاتب روايات جيمس بوند كمصدر إلهام له، وبالأخص شخصية فرانز أوبرهاوزر، الذي يمثله كريستوف والتز، ووالده هانيس.
هانيس أوبرهاوزر هو شخصية خلفية في القصة القصيرة «أوكتوبوسي» من مجموعة أوكتوبوسي والأيام الحية، وقد ورد اسمه في الفيلم على أنه كان وصيًا قانونيًا مؤقتًا على الشاب بوند في عام 1983. عندما قام سام مينديز بالبحث في حياة الشاب بوند لمتابعة طفولته التي نوقشت في سكايفول، خطرت على ذهنه فكرة علاقة بوند بهانيس أوبرهاوزر، الذي اعتبره بوند شخصية أبوية له حين كان في حاجة لمثل هذه الشخصية. من هناك، تصور مينديز فكرة «الطفل الصغير الذي تم إرساله بعيدًا، والذي استقبله متسلق الجبال الوسيم بصدر رحب في بيته» وقال ميندز«إن هذه ولا شك قصة يتوق أي شخص لمعرفتها».

## اختيار طاقم التمثيل
تم الكشف عن الممثل الرئيسي في ديسمبر 2014 في  قاعة 007 في بينيووود ستوديوز وهي واحدة من أكبر القاعات المخصصة لذلك في العالم. لقد عاد دانيال كريج كما كان متوقعًا لظهوره الرابع في دور جيمس بوند، بينما أعاد رالف فينيس ونعومي هاريس وبن ويشاو تمثيل أدوارهم كإم إيف مونيبيني وكيو بالترتيب. كما كرر روري كينير لعب دوره في شخصية بيل تانر في ظهوره الثالث في المسلسل.
تم اختيار كريستوف فالتز في دور فرانز أوبرهاوزر، لكنه رفض التعليق على طبيعة الدور. تم الكشف لاحقًا مع إصدار الفيلم أنه هو إرنست ستافرو بلوفيلد. اهتم فالتز بالفيلم بسبب تعامله مع المراقبة الجماعية بالإعتماد على التكنولوجيا، «لقد تحدث عن قضايا اجتماعية ذات صلة بطريقة لم يفعلها سوى القليلون من قبل»، ونفى الشائعات بأن الدور كُتب خصيصًا له، لكنه أضاف قائلًا «نما الدور وتطور أكثر بعدما حصلت عليه».
تم اختيار ديف باتيستا للقيم بدور السيد حينخ بعد أن كان المنتجون يبحثون عن ممثل له خلفية في رياضات الاتصال. الشخصية لديها سطر واحد فقط في الفيلم بأكمله، «اللعنة». اعتقد سام مينديز أن الطبيعة الصامتة للدور ستدفع باتيستا بعيدًا، لكن ديف باتيستا الذي كان معجبًا ببوند طيلة حياته أعرب عن اهتمامه بإحياء النموذج الأصلي الهادئ لشخصيات مثل جاوس. كان أداء باتيستا مستوحى في الغالب من أدجوب من فيلم إصبع الذهب، وقال إن عدم التحدث طيلة الفيلم خلق تحديًا في التمثيل، «لقد اضطررت لإيجاد طريقة  للتحدث دون التحدث.»  بعد اختيار  الوافد الجديد نسبيا، برنيس مارلو بدور سيفيرين في سكايفول، سعى مينديز إلى ممثل أكثر خبرة لدور مادلين سوان، وفي النهاية اختار ليا سيدو للقيام بهذا الدور. انضمت مونيكا بيلوتشي إلى فريق التمثيل في دور لوسيا سيارا، لتصبح، في سن الخمسين، أكبر ممثلة يتم اختيارها لتأدية دور فتاة بوند. كانت بيلوتشي قد قامت سابقًا بتجربة أداء لدور باريس كارفر في فيلم الغد لا يموت، لكن تم اختيار تيري هاتشر للقيام بالدور. في مقابلة منفصلة مع موقع أورومان الدنماركي، كشف جيسبر كريستنسن أنه سيعيد تأدية دوره كسيد وايت من أفلام كازينو رويال وكم من العزاء. وقيل أن شخصية كريستنسن تم قتلها في مشهد كان يُراد استخدامه كخاتمة لكم من العزاء، قبل إزالتها من المقطع النهائي للفيلم، مما مكنه من العودة في الطيف.
بالإضافة إلى الممثلين الرئيسيين، قام أليساندرو كريمونا بتمثيل دور ماركو سيارا، وتم اختيار ستيفاني سيغمان في دور إستريلا، وتم اختيار ديتليف بوث كشرير للمشاهد التي تم تصويرها في النمسا. في فبراير 2015، تم توظيف أكثر من 1500 شخص إضافي لتسلسل ما قبل العنوان المحدد في المكسيك، ولكن تم مضاعفة هذا العدد في الفيلم، مما أعطى تأثيرا أن هناك حوالي عشرة آلاف شخص إضافي.

## التصوير
أعلن مينديز أن الإنتاج سيبدأ في 8 ديسمبر 2014 في استوديوهات باينوود، وسيستغرق التصوير سبعة أشهر. أكد مينديز أيضًا أنه سيكون هناك العديد من مواقع التصوير، بما في ذلك لندن، مكسيكو وروما. قام فان هويتيما بتصوير الفيلم بواسطة كوداك بمقاس 35 مم، بالإضافة إلى الكاميرات الرقمية مثل 6ك آري ألكسا 65مم، على عكس سكايفول الذي تم تصويره فقط بواسطة الكاميرات الرقمية. تم بدأ التصوير في استوديوهات باينوود، وفي لندن، مع مشاهد مختلفة تجمع كريغ وهاريس في شقة بوند، ومشاهد أخرى لكريغ وكينير يسافران عبرنهر التمز.
تم التصوير في النمسا بين ديسمبر 2014 وفبراير 2015، وتم القيام بالإنتاج في المنطقة المحيطة بسولدن، بما في ذلك طريق أوتزتال الجليدي، نهر ريتينباخ الجليدي ومنتجع التزلج المجاور بالإضافة إلى محطة التلفريك أوبيرتيلياش وبحيرة التوسي. كما تمركزت ايضًا المشاهد التي تم تصويرها في النمسا في مطعم آيس كيو، باعتباره عيادة هوفلير كينيك الخيالية، وهي عيادة طبية خاصة في جبال الألب النمساوية. تضمن التصوير مشهد حركة يضم سيارة ستارتيك لاند روفر ديفندر ورينج روفر سبورت. تم استخدام نماذج طائرات مختلفة في التصوير، بدءًا بطائرة ذت حجم طبيعي بأجنحة قابلة للفصل لتصوير تحطمها في الغابة، إلى الطائرات التي تستخدم لإطلاق النار من مدافع النيتروجين. توقف الإنتاج مؤقتًا أولاً بسبب إصابة كريج بالتواء في ركبته أثناء إطلاق النار في مشهد قتالي، وبعد ذلك بسبب حادث تصوير شهد إصابة ثلاثة من أفراد الطاقم، مع إصابة أحدهم على الأقل بجروح خطيرة.
تم التصوير مؤقتًا في إنجلترا من أجل بعض المشاهد في قصر بلاينهايم في أوكسفوردشير، والذي تم اعتباره في الفيلم مكانًا في روما، قبل الانتقال إلى روما نفسها لمدة خمسة أسابيع للتصوير في جميع أنحاء المدينة، مع التركيز على جسر بونتي والمنتدى الروماني. واجه الإنتاج معارضة كبيرة من مجموعات المصالح الخاصة وسلطات المدينة، الذين كانوا قلقين بشأن احتمال إلحاق الضرر بالمواقع التاريخية في جميع أنحاء المدينة، بالإضافة إلى مشاكل الكتابة على الجدران والقمامة التي تظهر في الفيلم. صرح المشرف على المؤثرات الخاصة كريس كوربولد أنه يجب التخطيط بشكل مكثف للمشاهد قبل التصوير لتجنب أي حوادث مؤسفة، ولابد من التركيز على حماية المبنى في كل خطوة. خلال مشهد مطاردة سيارات على طول ضفاف نهر التيبر وعبر شوارع روما ظهرت سيارة أستون مارتن 10 (وهو نموذج تم تطويره خصيصًا للفيلم، مع إنتاج 10 نسخ منه فقط حول العالم) وسيارة جاكوار سي إكس75، التي تم تطويرها في الأصل كمركبة كهربائية هجينة بأربعة محركات كهربائية مستقلة تعمل بتوربينات نفاثة، قبل إلغاء المشروع. تم تغيير النسخة المستخدمة للتصوير وجعلها تستعمل محرك احتراق داخلي تقليدي، لتقليل احتمالية حدوث خلل ناتج عن المشاكل الميكانيكية في النظام الهجين المعقد. تم تطوير سي إكس 75 المستخدمة في التصوير من قبل القسم الهندسي لفريق سباقات الفورمولا واحد؛ ويليامز إف ون، الذي قام ببناء النموذج الأولي الأصلي لجاكوار سي إكس75. تم بناء كبسولات القيادة عن بعد فوق السيارات بحيث يمكن قيادة المركبات بينما تركز الكاميرات على كريغ وباتيستا في عجلة القيادة. وفقًا لكبير منسقي الحركات الخطيرة جاري باول، فإن تصوير المطاردة كان ينطوي على «خطر الانزلاق إلى الفاتيكان»، وأدت هذه المشاهد إلى «تسجيل رقم قياسي في تحطيم السيارات في الطيف بمجموع سبع سيارات من طراز  أستون مارتن إجمالاً»، مع تقدير نفقات سيارات الفيلم ب24 مليون جنيه إسترليني (48 مليون دولار).
مع اكتمال التصوير في روما، انتقل فريق الإنتاج إلى مدينة مكسيكو في أواخر مارس لتصوير التسلسل الافتتاحي للفيلم، مع مشاهد تشمل مهرجان يوم الموتى الذي تم تصويره في منطقة زوكالو والمركز التاريخي لمكسيكو سيتي وما حولها. في ذلك الوقت، لم يُقم في مدينة مكسيكو  أي استعراض ليوم الموتى مثل ذلك الذي ظهر في الفيلم. في عام 2016، نظرًا للاهتمام الذي أظهره فيلم الطيف ورغبة الحكومة في الترويج للثقافة المكسيكية للعصر ما قبل الكولومبي، قررت السلطات الفيدرالية والمحلية تنظيم عرض كبير ل«يوم الموتى» في 29 أكتوبر عام 2016 والذي حضره 250 ألف شخص. يبدأ الفيلم بلقطة طويلة العرض تضم ست لقطات تمر بسلاسة، وكانت واحدة من المشاهد القليلة التي تطلبت مراجعة دقيقة قبل العرض.  بفضل التخطيط المكثف، لم يتطلب التصوير كاميرات مخصصة للتحكم في الحركة. تم تحسين المشاهد في مرحلة ما بعد الإنتاج من خلال إعادة التوقيت وإعادة الإسقاط، كما كان يجب الحرص على تطابق  المواقع المكسيكية مع التصميمات الداخلية التي تم تصويرها في باينوود.
تطلبت المشاهد المخطط لها إغلاق ساحة المدينة لتصوير تسلسل يتضمن قتالًا على متن طائرة هليكوبتر من طراز بي أو 105 يقودها الطيار البهلواني تشاك هارون، والذي اقترح إجراء تعديلات على العديد من المباني لتفادي الأضرار. تطلب هذا المشهد الخاص في المكسيك 1500 قطعة إضافية، 10 هياكل عظمية عملاقة و250.000 زهرة ورقية. وأضافت تقارير في وسائل إعلام مكسيكية أن الوحدة الثانية للتصوير ستنتقل إلى بالينكي بولاية تشياباس لتصوير مناورات جوية تعتبر خطيرة للغاية وغير قابلة للتصوير في منطقة حضرية. تم ربط المروحية بمربع تم إنشاؤه بواسطة الكمبيوتر وإضافة حشد من الناس أسفل المروحية، بفضل تقنية التقاط الحركة. شعر مينديز وفريق التأثيرات أن هذه الطريقة ستكون أكثر واقعية وقابلة للتصديق مقارنة بإضافة مروحية رقمية فوق موقع مدينة مكسيكو. بعد التصوير في المكسيك، وخلال فترة الاستراحة المُجَدْولة، تم نقل كريج إلى نيويورك للخضوع لعملية جراحية بسيطة لعلاج إصابة ركبته. وقد أُفِيد بأن التصوير لم يتأثر بذلك وعاد كريج للتمثيل في استوديوهات باينوود كان مخططًا في 22 أبريل. ومع ذلك، فقد تم إنجاز بعض أجزاء المشهد المكسيكي بحيلة الأشكال المزدوجة، حيث تم استبدال الوجوه رقميًا بوجه كريج.
في 17 مايو 2015، تم تصوير مشاهد حيلة تتضمن كريج وسيدوكس على زورق سريع في نهر التمز في لندن بالإضافة إلى طائرة هليكوبتر تحلق على ارتفاع منخفض بالقرب من جسر وستمنستر في الليل، وقد تطلب تصوير هذه المشاهد إغلاق مؤقت لكل من جسر وستمنستر وجسر لامبيث . كما تم تصوير المشاهد على النهر بالقرب من مقر إس أي إس في فوكسهول كروس. عاد الطاقم إلى النهر بعد أقل من أسبوع لتصوير المزيد من المشاهد على جسر وستمنستر. كان لواء مطافئ لندن جاهزًا لمحاكاة المطر بالإضافة إلى مراقبة الدخان المستخدم في التصوير. شوهد كل من كريج وسيدو وفالتز، بالإضافة إلى هاريس وفينيس، أثناء تصويرهم. قبل ذلك، تم تصوير المشاهد التي تتضمن فينيس في مطعم في كوفنت غاردن. تم تصوير مشهد تحطم طائرة هليكوبتر بلوفيلد بطائرتي هليكوبتر بالحجم العادي، وقد تم تجهيزهما بالأدوات الفولاذية اللازمة للمشهد. تمت إضافة الشفرات الدوارة وأضرار المناظر الطبيعية باستخدام الكمبيوتر في مرحلة ما بعد الإنتاج. تم استبدال مبنى إس أي إس، الذي تم إخلاؤه في الفيلم والذي تم تقرير هدمه بعد الهجوم الإرهابي لسكايفول، بمبنى رقمي في مرحلة ما بدع الإنتاج. تم القيام بمشهد تفجير المبنى، بالاستعانة بنسخة مصغرة ونسخة رقمية للمبنى.
بعد اختتام الإنتاج في إنجلترا، سافر طاقم الإنتاج إلى المغرب في يونيو، حيث جرى التصوير فيمدن وجدة، طنجة وأرفود، بعد أن استكملت الوحدة الثانية للإنتاج الأعمال الأولية. لقد تمركز مقر الطيف في المغرب في جبل المدور وهي «فوهة شبه بركانية» ناتجة عن تآكل السطح وليس لها أي أصل بركاني. سجل الإنفجار الذي تم تصويره في المغرب رقما قياسيا عالميا في موسوعة غينيس «لأكبر انفجار مزيف لفيلم» في تاريخ السينما، تطلب هذا الأمر 8,140 لترا من الكيروسين و 24 كيلوغرام من المتفجرات القوية. ظهرت اللقطات الخارجية لقطار في الصحراء على طريق الصحراء الشرقية السريع. اختتم التصوير الرئيسي في 5 يوليو 2015. أقيم حفل اختتام الطيف قبل الدخول في مرحلة ما بعد الإنتاج. كمااستغرق التصوير بأكمله 128 يومًا.
أثناء التصوير في مدينة مكسيكو، تم إطلاق بعض الإشاعات في وسائل الإعلام أن النص قد تم تغييره لاستيعاب مطالب السلطات المكسيكية حيث ورد أن الحكومة تؤثر على اختيار تفاصيل المشاهد والشخصيات، وتعديل النص لإظهار البلد في صورة إيجابية من أجل تأمين امتيازات ضريبية ودعم مالي يصل إلى 20 مليون دولار للفيلم. وقد نفى المنتج مايكل ج.ويلسون هذا الأمر، وصرح أنه كان من المخطط تصوير المشاهد والإشارة إلى احتفال يوم الموتى منذ البداية. واجه إنتاج سكايفول سابقًا مشكلات مماثلة أثناء محاولته الحصول على تصريحات لتصوير تسلسل العنوان المسبق للفيلم في الهند قبل الانتقال إلى اسطنبول.
قامت خمس شركات مختلفة بالعمل على التأثيرات البصرية؛ إندستريال لايت آند ماجيك، شركة موفينج بيكتشر، سينسيت، دابل نيغاتيف وبيرلس تحت إشراف ستيف بيج. تضمنت التأثيرات الناتجة عن الكمبيوتر ملحقات المجموعة واللمسات الرقمية على المركبات والمباني المنهارة. لقد اختيرت شركة أخرى سادسة فرامستور للعمل على تسلسل العنوان، وقداستغرق الأمر أربعة أشهر لإكماله، وتمحور حول شكل أخطبوط يذكر بشعار الطيف، إلى جانب صور رومانسية.

## التسجيل الصوتي
قام توماس نيومان بتلحين فيلم الطيف أثناء فترة تصوير الفيلم بدلاً من انتظار مرحلة ما بعد الإنتاج. يحتوي المقطع الدعائي المسرحي الذي تم إصداره في يوليو 2015 على عرض لأغنية جون باري في فيلم في الخدمة السرية لجلالتها. صرح مينديز أن الفيلم النهائي سيحتوي على أكثر من مائة دقيقة من الموسيقى. تم إصدار ألبوم الموسيقى التصويرية في 23 أكتوبر 2015 في المملكة المتحدة و6 نوفمبر 2015 في الولايات المتحدة من قِبَل شركة تسجيلات ديكا.
تم تكليف الفرقة الإنجليزية راديوهيد بكتابة أغنية الفيلم في بادئ الأمر، وقد اقترحت الفرقة أغنية«رجل حرب»، وهي أغنية تم كتابتها في التسعينيات لكنه لم يتم إصدارها. تم رفض هذه الأغنية لأنه لم يتم كتابتها خصيصًا للفيلم وبالتالي فهي لم تكن مؤهلة لجائزة الأوسكار لأفضل أغنية أصلية. سجلت راديوهيد أغنية أخرى لفيلم «الطيف»، لكنها رُفضت أيضًا باعتبارها حزينة للغاية.
في سبتمبر 2015، أعلن إيون أن سام سميث قد سجل أغنية الفيلم، وهي بعنوان «الكتابة على الحائط». صرح سميث أنه قام بكتابة الأغنية في جلسة واحدة بالتعاون مع جيمي نابيس وفي أقل من نصف ساعة، قبل تسجيل العرض التوضيحي. لاقت الأغنية رضى منتجي الفيلم، وتم استخدامها في الإصدار النهائي. تم إصدار «الكتابة على الحائط» للتنزيل في 25 سبتمبر 2015. وقد تلقت آراء متباينة من النقاد والمعجبين، لا سيما بعد مقارنتها بأغنية أديل لسكايفول، وأغنية شيرلي باسي لإصبع الذهب على تويتر. على الرغم من الاستقبال المتباين، فقد صارت أغنية سام سميث أول أغنية بوند تحصل على المرتبة الأولى في تصنيف المملكة المتحدة للأغاني المنفردة  وأغنية بوند الثانية التي تفوز بجائزة الأوسكار لأفضل أغنية أصلية، والأغنية الخامس الذي تم ترشيحها لذلك. كما فازت بجائزة جولدن جلوب لأفضل أغنية أصلية في حفل توزيع جوائز الغولدن غلوب الثالث والسبعون.

## التسويق
خلال المؤتمر الصحفي الذي عقد في ديسمبر 2014 للإعلان عن بدء تصويرالفيلم، أعلنت آستون مارتن وإيون أن سيارة دي بي 10 الجديدة هي السيارة الرسمية للفيلم. تم تصميم دي بي 10 بالتعاون بين آستون مارتين ومنتجي الفيلم، حيث تم إنتاج 10 نسخ من السيارة فقط، وقد صممت خصيصًا لفيلم الطيف كاحتفال بالذكرى الخمسين لارتباط الشركة بالامتياز التجاري. ومع ذلك، تم استخدام ثمانية سيارات فقط للتصوير من أصل العشرة؛ تم استخدام السيارتين المتبقيتين للعمل الترويجي. بعد تعديل جاغوار سي إكس75 للفيلم، حمل فريق ويليامز إف ون شعار 007 على سياراتهم في سباق جائزة المكسيك الكبرى 2015، حيث لعب الفريق دور المضيف للممثلين وطاقم العمل قبل العرض المكسيكي الأول للفيلم.
للترويج للفيلم، واصل مسوقو الفيلم الاتجاه الذي نشأ خلال إنتاج سكايفول المتمثل في إصدار صور كلاكيت ومدونات مرئية على حسابات إيون الرسمية على وسائل التواصل الاجتماعي.
في 13 مارس 2015، ظهر العديد من أعضاء فريق العمل وطاقم التمثيل، بما فيهم كريج، ويشا، ويلسون ومينديس، بالإضافة إلى ممثل جيمس بوند السابق، السير روجر مور، في مقطع كوميدي كتبه ديفيد ويليامز والأخوان داوسون من أجل كوميك ريليف (منظمة كاريكاتورية بريطانية تهدف لمحاربة المجاعة حول العالم) على ق ناة بي بي سي الأولى. في هذا المقطع، تم القيام بتصوير فيلم وثائقي لكواليس تصوير فيلم الطيف. تم إصدار أول تلويحة للطيف في جميع أنحاء العالم في مارس 2015، تلاه المقطع الدعائي في يوليو والتلويحة النهائية في أكتوبر 2015.

## إصدار الفيلم

### المسارح
تم عرض الطيف لأول مرة في العالم في لندن في 26 أكتوبر 2015 في قاعة رويال ألبيرت. بعد الإعلان عن بدء تصوير فيلم الطيف، قدمت شركة باراماونت بيكتشرز بإصدار فيلم مهمة مستحيلة: أمة مارقة قبل الموعد المخطط له لتجنب المنافسة مع الطيف. في مارس 2015، أعلنت شركة آيماكس أنه سيتم عرض الطيف في دور السينما الخاصة بها، لاسيما بعد نجاح سكايفول مع الشركة. حصلت المملكة المتحدة على إصدار أوسع من سكايفول، مع ما لا يقل عن 647 دار سينما بما في ذلك 40 شاشة آيماكس للعرض.

### الإصدارات المنزلية
تم إصدار الطيف لديجيتال إتش دي في 22 يناير 2016 وعلى أقراص دي في دي وبلو راي في 9 و 22 فبراير 2016 في الولايات المتحدة والمملكة المتحدة على التوالي. ظهر فيلم الطيف على قمة مخططات الفيديو المنزلية في كلا البلدين، وبنهاية سنة 2016 تم بيع 1.5 مليون نسخة في المملكة المتحدة، وهو ثاني أكثر العناوين مبيعًا لهذا العام، بعد حرب النجوم: القوة تنهض، كما تم بيع 2 مليون نسخة في الولايات المتحدة، بالمرتبة 12 في مخططات نهاية العام.
تم إصدار الفيلم لاحقًا على ألترا إتش دي بلو راي في 22 أكتوبر 2019 بواسطة أستديو فوكس القرن العشرين للترفيه المنزلي جنبًا إلى جنب مع الأفلام الثلاثة السابقة، ومستقلًا في 25 فبراير 2020 في الولايات المتحدة و 23 مارس 2020 في المملكة المتحدة.

## الإستقبال

### شباك التذاكر
بلغت أرباح فيلم الطيف 880.7 مليون دولار في جميع أنحاء العالم؛ تم الحصول على 135.5 مليون دولار من عمليات الاستحواذ من سوق المملكة المتحدة و200.1 مليون دولار من سوق أمريكا الشمالية، وهذا ما جعل الفيلم ثاني أعلى فيلم لجيمس بوند ربحًا بعد سكايفول، وسادس أعلى فيلم ربحًا لعام 2015. قامت ددلاين هوليوود بحساب صافي ربح الفيلم والذي وصل إلى 98.4 مليون دولار بعد احتساب جميع النفقات والإيرادات معًا. توقعت شركة سوني أن يكون صافي ربح الفيلم حوالي 38 مليون دولار لو كان أداؤه بنفس مستوى سابقيه، ولكن بما أنه حقق 20 في المائة أقل من سكايفول، فإن الربح الفعلي كان 24.6 مليون دولار. دفعت شركة صوني 50 في المائة من تكاليف الإنتاج للفيلم والتي بلغ مجموعها حوالي 250 مليون دولار، ولكنها تلقت 25 في المائة فقط من الأرباح، بمجرد استرداد التكاليف. أنفق الاستوديو أيضًا عشرات الملايين من الدولارات في التسويق واضطر إلى منح شركة مترو غولدوين ماير بعض الأرباح من أفلام الاستوديو غير التابعة لبوند، بما في ذلك 22 شارع جامب.
حقق الفيلم 4.1 مليون جنيه إسترليني (6.4 مليون دولار) في المملكة المتحدة، من عروض المعاينة يوم الاثنين. حقق 6.3 مليون جنيه إسترليني (9.2 مليون دولار) في يوم افتتاحه ثم 5.7 مليون جنيه إسترليني (8.8 مليون دولار) يوم الأربعاء، مسجلاً أرقامًا قياسية في المملكة المتحدة لكلا اليومين. في الأيام السبعة الأولى للفيلم، حقق الفيلم 41.7 مليون جنيه إسترليني (63.8 مليون دولار)، محطمًا الرقم القياسي في المملكة المتحدة لأعلى افتتاح في الأسبوع الأول، بعد أن كان فيلم هاري بوتر وسجين أزكابان البالغ 23.9 مليون جنيه إسترليني (36.9 مليون دولار) في المركز الأول منذ عام 2004. خلال يومي الجمعة والسبت بلغ الإجمالي 20.4 مليون جنيه إسترليني (31.2 مليون دولار). حطم الفيلم أيضًا الرقم القياسي لأفضل متوسط افتتاح للشاشة بمبلغ 110,000 دولار، وهو رقم قياسي احتفظ به فيلم فارس الظلام سابقًا بمبلغ 100,200 دولار. وقد حقق ما مجموعه 136.3 مليون دولار هناك. في المملكة المتحدة، تفوق فيلم الطيف على أفاتار ليصبح أعلى إصدار من آيماكس في البلاد على الإطلاق ب 10.09 مليون دولار.
إِفْتُتِح الفيلم في كلٍ من الولايات المتحدة وكندا يوم 6 نوفمبر 2015، وفي عطلة نهاية الأسبوع الافتتاحية، كان من المتوقع في الأصل أن يبلغ إجمالي 70 إلى 75 مليون دولار بعد أن تم عرضه على 3927 شاشة، وهو أوسع إصدار لفيلم بوند. وقد حقق 5.3 مليون دولار من عروض ليلة الخميس المبكرة و 28 مليون دولار في يوم الافتتاح، وقد ارتفعت  توقعات عطلة نهاية الأسبوع إلى مايقارب 80 مليون دولار. في نهاية المطاف حقق الفيلم إجمالي 70.4 مليون دولار في عطلة نهاية الأسبوع الافتتاحية (وهو ما يمثل حوالي 20 مليون دولار أقل من أول ظهور لسكايفول الذي حقق قيمة 90.6 مليون دولار). حققت آيماكس 9,1 مليون دولار لفيلم الطيف من 374 شاشة عرض، وحققت السينما بالشاشات الكبيرة عالية الجودة 8 ملايين دولار من مجموع 429 دار سينما، وحصد 11 ٪ من افتتاح الفيلم، مما يعني أن الطيف كسب ما يعادل 17.1 مليون دولار (23 ٪) من إجمالي افتتاح عطلة نهاية الأسبوع في دور السينما الشاشات الكبيرة. حققت سينمارك ما مجموعه 1.9 مليون دولار من 112 موقع عرض.
في الصين، تم افتتاح الفيلم في 12 نوفمبر وحصل على 15 مليون دولار يوم الافتتاح، وهو ثاني أكبر إجمالي في يوم واحد لفيلم هوليود ثنائي الأبعاد بعد يوم افتتاح فيلم مهمة مستحيلة: أمة منشقة، بما يقارب 18.5 مليون دولار. لقد احتل الفيلم 43 ٪ من كل ما هو متاح في الشاشات التي تضمنت 790 ألف دولار في العروض الليلية المسبقة. خلال عطلة نهاية الأسبوع الافتتاحية، تم رِبح 48.1 مليون دولار من 14700 شاشة، وهو ما يفوق نتائج سكايفول، وهو رقم قياسي جديد لافتتاح فيلم هوليوود بِبُعدين. حققت آيماكس مبلغ 4.6 مليون دولار من 246 شاشة، وهو أيضًا رقم قياسي جديد لافتتاح لمدة ثلاثة أيام لشهر نوفمبر، بعد أن كان فيلم بين النجوم في الصدارة. في عطلة نهاية الأسبوع الثانية، حقق 12.1 مليون دولار وهو ما يعتبر انخفاض حاد بنسبة 75٪ وهو ثاني أسوأ انخفاض في نهاية الأسبوع لأي إصدار هوليوودي في الصين لعام 2015. حقق الفيلم إجمالي 84.7 مليون دولار هناك بعد أربعة عطلات نهاية الأسبوع. على الرغم من كونها افتتاحية قوية، إلا أنها فشلت في تحقيق ال100 مليون دولار  كما كان متوقعًا بسبب الاستجابة المختلطة من النقاد والجمهور بالإضافة إلى مواجهة المنافسة مع الأفلام المحلية.

### الإنتقادات والتعليقات
حصل الفيلم على نسبة موافقة تبلغ 63٪ على موقع روتن توميتوز بناءً على 359 مراجعة، بمتوسط تقييم 6.4 من أصل 10. كما حصل الفيلم أيضًا على متوسط مرجح قدره 60 من أصل 100 على موقع ميتاكريتيك، بناءً على رأي 48 ناقدًا، وهو تقييم متوسط. أعطى الجمهور الذي استطلعت آراؤه شركة سينماسكور الفيلم متوسط درجة «إي» على مقياس من إف إلى إي+.

## الهوامش
1. ↑   were credited for the screenplay of كم من العزاء, as they wrote the original draft of the film. However, the final script was written by بول هاغيس, with several uncredited co-writers.[29]

4. جاء اسم الاسم الإنجليزي للمنظمة «SPECTRE» اختصاراً لاسم طويلٍ للمنظمة هو: SPecial Executive for Counter-intelligence, Terrorism, Revenge and Extortion؛ والذي يعني المسؤول التنفيذي الخاص لمكافحة التجسس والإرهاب والانتقام والابتزاز.
5. تعاون مكلوري مع شركة إيون بعد التسوية لتحويل رواية كرة الرعد إلى فيلم بنفس الاسم، وأعطى رخصة استخدام فكرة منظمة سبيكر وشخصياتها لإيون لعشر سنوات مما سمح بظهور المنظمة في أفلام عدة مثل: أنت فقط تعيش مرتين، وفي الخدمة السرية لجلالتها، والماس للأبد.

## وصلات خارجية
- مقالات تستعمل روابط فنية بلا صلة مع ويكي بيانات

لا توجد روابط لمواقع التواصل الاجتماعي.